# كولنر شتات أنتسايقر
كولنر شتات أنتسايقر (بالألمانية Kölner Stadt-Anzeiger أي مُؤشر مدينة كولونيا) هي صحيفة يومية تصدر في مدينة كولونيا الألمانية، تأسست أول مرة عام 1876، وتعتبر أعلى صحيفة من حيث تداولها في مدينة كولونيا.

## أقسام الصحيفة
يتم إصدار صحيفة مؤشر مدينة كولونيا خمسة مرات في الأسبوع عادة (عدا السبت والأحد)، وتتضمن ما بين 32 إلى 36 صفحة.
في الصفحة الرئيسية للصحيفة مقالات سياسية ثم يلي ذلك في الصفحة الثانية قسم الاقتصاد والأخبار، يليهما أخبار الرياضة والقسم الثقافي. في القسم الرابع توجد أخبار محلية عن مدينة كولونيا.

## تاريخ
تأسست صحيفة مؤشر مدينة كولونيا عام 1876، غير أن الصحف توقفوا عن الصدور أثناء الحرب العالمية الثانية، عام 1949 عادت الصحيفة للصدور ثانية.

## وصلات خارجية
- الموقع الرسمي للصحيفة باللغة الألمانية